# Mariyath Mohammed
Mariyath Mohammed (i vissa källor stavad Mariyath Mohamed) är en maldivisk journalist. 2012 började hon arbeta för Minivan News, en av de få oberoende nyhetskanalerna i Maldiverna. Hon har skrivit om radikala islamiska gruppers inflytande. En artikel hon skrev om en femtonårig som dömts till 100 piskrapp ledde till internationella reaktioner och till att straffet inte utfördes. På grund av sin journalistiska verksamhet har hon blivit utsatt för mordhot och har blivit anfallen av män med ett järnrör.
Organisationen Reportrar utan gränser har presenterat Mariyath Mohammed på sin lista över 100 personer som beskrivs som "informationens hjältar".